# 土居美咲
土居美咲（1991年4月29日—）是日本职业网球女运动员，2006年轉職業。她的WTA生涯最高單打排名為第32（2016年8月22日）。

## 外部連結
- 土居美咲的国际女子网球协会官方資料（英文）
- 土居美咲的國際網球總會 職業／青少年 官方資料（英文）
- Fed Cup - Player profile - Misaki Doi (JPN) （页面存档备份，存于）